# Beskyt din Datter
Beskyt din Datter er en amerikansk stumfilm fra 1921 af Edward Dillon.

## Medvirkende
- Justine Johnstone som Jenny Dark
- Riley Hatch som Jim Dark, Her Father
- Warner Baxter som Pep Mullins
- Charles K. Gerrard som Pete
- Helen Ray som Adele
- Edna Holland som Sonia
- James Laffey som Cleghorn
- Jimmie Lapsley som Pinky Porter
- Dan E. Charles